# 飯塚事件 (TKC)
飯塚事件（いいづかじけん）とは、1963年から栃木県鹿沼市にあったTKC創始者の飯塚毅の経営する会計事務所とその関係先に国税庁の税務調査が入り、所長以外の4名の職員が法人税法違反教唆の容疑で逮捕起訴されたものの、無罪判決が確定した事件である。

## 経緯
- 1963年6月24日 税務調査開始
- 1963年11月19日 第1次調査開始（ - 12月14日）
- 1964年2月13日 第2次調査開始（ - 4月6日）
- 1964年3月4日 国会審議（ - 6月5日）
- 1964年3月14日 職員逮捕
- 1964年5月1日 第1回公判（ - 1970年11月11日）
- 1965年2月5日 木村秀弘国税庁長官依願退職
- 1969年3月26日　東京地裁で、当初の税務訴訟に飯塚側が勝訴[1]
- 1970年11月11日 判決公判（無罪、検察側が控訴せず確定）　　～以上[2]

税経新人会全国協議会の関本秀治は「映画『不撓不屈』と飯塚税理士の実像」にて、「事件発生から1年余り経った、昭和39年11月に、日本社会党の戸叶武参議院議員、戸叶里子衆議院議員夫妻が、飯塚氏が参禅していた那須の雲厳寺の植木老師（引用者註：植木義雄）と共に木村国税庁長官（引用者註：木村秀弘）を訪問し、税理士法違反や脱税で立件できないで困惑していた国税庁と飯塚氏との間を「とりなし」、事実上「一件落着」となったようです」と書いている。

## 飯塚事件をモデルにした作品
- 書籍『不撓不屈』（高杉良著、新潮社、2002年）ISBN 978-4104547012
- 映画『不撓不屈』（角川ヘラルド映画配給、2006年6月17日公開）

## 関係項目
- TKC
- 国策捜査